# Aproximante labiovelar
| Aproximante labiovelar | Aproximante labiovelar |
| ---------------------- | ---------------------- |
| AFI – número           | 170                    |
| AFI – Unicode          | w                      |
| AFI – imagem           |                        |
| Entidade HTML          | &#119;                 |
| X-SAMPA                | w                      |
| Kirshenbaum            | w                      |
| Som Exemplo            |                        |

A aproximante labiovelar é um tipo de fone consonantal empregado em alguns idiomas. O símbolo deste som tanto no alfabeto fonético internacional quanto no X-SAMPA é "w". Este som ocorre no português em palavras como "quase". No polonês, o som é normalmente representado por "ł". O Bielorrusso e o Esperanto possuem a letra especial ŭ para distinguir o som semivocálico [w] do som vocálico [u].

## Características
- Seu modo de articulação é aproximante.
- Seu ponto de articulação é labiovelar.
- É sonora em relação ao papel das pregas vocais.
- É oral em relação ao papel das cavidades bucal e nasal.